# Total Nonstop Action Wrestling
Total Nonstop Action Wrestling (TNA) of kortweg TNA Wrestling, is een Amerikaanse worstelorganisatie in het professioneel worstelen die opgericht werd in Nashville, Tennessee.
De promotie werd opgericht door Jeff en Jerry Jarrett in 2002 en was lid van de National Wrestling Alliance (NWA). In dat jaar stond het bekend als het NWA: Total Nonstop Action Wrestling (NWA-TNA). In 2004 trok de promotie zich terug uit de NWA en werd toen bekend als Total Nonstop Action Wrestling (TNA), maar hield wel de rechten voor het NWA World Heavyweight Championship en het NWA World Tag Team Championship tot het jaar 2007. Nadat de overeenkomst in 2007 afliep, creëerde het bedrijf zijn eigen TNA World Heavyweight- en TNA World Tag Team-kampioenschappen. De actie werd begin 2017 gekocht door Anthem en kreeg in maart van dat jaar een volledige rebranding onder de huidige naam van de belangrijkste televisieserie.
Vanaf het begin werd de promotie beschouwd als de tweede grootste worstelpromotie in de Verenigde Staten na de World Wrestling Entertainment. Impact werd door sommigen beschouwd als een achterstand op de oude rivaliserende Ring of Honor (ROH) in 2017, met het verlies van hun Amerikaanse televisiecontract met Spike in 2014, evenals monetaire en personeelsproblemen, die worden opgemerkt als factoren voor hun achteruitgang. Sinds 2019 wordt door velen gedacht dat Impact zich heeft hersteld, dankzij de aanhoudende internationale televisiedistributie en de aankoop door het moederbedrijf van AXS TV, dat vervolgens met Impact-programma's begon. Niettemin, met de vorming van All Elite Wrestling (AEW) dat jaar, en de spraakmakende Amerikaanse televisiedeal van die promotie met TNT (die in meer huishoudens wordt gezien dan AXS), wordt TNA nog steeds bekeken als de 3e grote worstelpromotie in de VS.

## Huidige kampioenen
| Kampioenschap                                | Huidige kampioen                                | Datum           | Vorige kampioen                         | Evenement       | Opmerkingen                      |
| -------------------------------------------- | ----------------------------------------------- | --------------- | --------------------------------------- | --------------- | -------------------------------- |
| Impact World Championship                    | Moose                                           | 23 oktober 2021 | Josh Alexander                          | Bound for Glory | [ 2 ]                            |
| Impact X Division Championship               | Trey Miguel                                     | 23 oktober 2021 | Vacant                                  | Bound for Glory | [ 2 ]                            |
| Impact Digital Media Championship            | Jordynne Grace                                  | 23 oktober 2021 | N.V.T.                                  | Bound for Glory | [ 2 ]                            |
| Impact World Tag Team Championship           | The Good Brothers (Doc Gallows & Karl Anderson) | 17 juli 2021    | Violent by Design (Rhino & Joe Doering) | Slammiversary   | Dit was een 4-way tag team match |
| Impact Knockouts World Championship          | Mickie James                                    | 23 oktober 2021 | Deonna Purrazzo                         | Bound for Glory | [ 2 ]                            |
| Impact Knockouts World Tag Team Championship | The IInspiration (Jessie McKay & Cassie Lee)    | 23 oktober 2021 | Decay (Havok & Rosemary)                | Bound for Glory | [ 2 ]                            |

## Voormalige titels
| Kampioenschap                                                   | Datum van lancering | Eerste kampioen | Laatste kampioen | Datum opgeborgen | Opmerkingen |
| --------------------------------------------------------------- | ------------------- | --------------- | ---------------- | ---------------- | --- |
| TNA/Legends/Global/Television/King of the Mountain Championship | 23 oktober 2008     | Booker T        | Lashley          | 13 augustus 2016 | Titel werd verenigd met het TNA World Heavyweight Championship van Lashley en werd officieel opgeborgen door TNA president Billy Corgan. |
| Impact Grand Championship                                       | 2 oktober 2016      | Aron Rex        | Austin Aries     | 4 juni 2018      | Aries verenigde de titel met het Impact World Championship tijdens een persconferentie.                                                  |

## Rooster

### Mannelijke worstelaars
| Ringnaam         | Echte naam                | Opmerkingen                              |
| ---------------- | ------------------------- | ---------------------------------------- |
| Ace Austin       | Austin Highley            | X Division Champion                      |
| Aiden Prince     | Michael Lopaz             |                                          |
| Alex Shelley     | Patrick Martin            |                                          |
| Bhupinder Gujjar | Bhupinder Gujjar          |                                          |
| Black Taurus     | Unknown                   |                                          |
| Brian Myers      | Brian Myers               |                                          |
| Chris Bey        | Chris Bey                 |                                          |
| Chris Sabin      | Joshua Harter             | Producer                                 |
| Crazzy Steve     | Steven Scott              |                                          |
| Deaner           | Christopher Gray          |                                          |
| Doc Gallows      | Andrew Hankinson          |                                          |
| Eddie Edwards    | Eric Maher                |                                          |
| El Phantasmo     | Riley Vigier              |                                          |
| Eric Young       | Jeremy Fritz              |                                          |
| Heath            | Heath Miller              |                                          |
| Jay Briscoe      | Jamin Pugh                | World Tag Team Champion                  |
| Joe Doering      | Joseph Doering            |                                          |
| John Skyler      | Johnathan Brumbaugh       |                                          |
| Johnny Swinger   | Joseph Dorgan             |                                          |
| Josh Alexander   | Joshua Lemay              | World ChampionDestiny Wrestling Champion |
| Karl Anderson    | Chad Allegra              | NEVER Openweight Champion                |
| Kenny King       | Kenneth Layne             |                                          |
| Laredo Kid       | Undisclosed               |                                          |
| Madman Fulton    | Jacob Southwick           |                                          |
| Mark Briscoe     | Mark Pugh                 | World Tag Team Champion                  |
| Matt Cardona     | Matthew Cardona           | Inactief; gescheurde biceps              |
| Matt Taven       | Matthew Marinelli         |                                          |
| Mike Bailey      | Émile Baillargeon-Laberge |                                          |
| Mike Bennett     | Michael Bennett           |                                          |
| Moose            | Quinn Ojinnaka            |                                          |
| PCO              | Carl Ouellet              |                                          |
| Raj Singh        | Munraj Sahota             |                                          |
| Rhino            | Terrance Gerin            | Producer                                 |
| Rich Swann       | Richard Swann             | Digital Media Champion                   |
| Sami Callihan    | Samuel Johnston           |                                          |
| Shera            | Amanpreet Randhawa        |                                          |
| Steve Maclin     | Stephen Kupryk            |                                          |
| Trey Miguel      | Trey McBrayer             |                                          |
| Vincent          | Vincent Marseglia         |                                          |
| Zicky Dice       | Nick Zoppo                |                                          |

### Vrouwelijke worstelaars
| Ringnaam         | Echte naam             | Opmerkingen                         |
| ---------------- | ---------------------- | ----------------------------------- |
| Alisha Edwarads  | Alisha Maher           |                                     |
| Chelsea Green    | Chelsea Green          |                                     |
| Deonna Purrazzo  | Deonna Purrazzo        |                                     |
| Gisele Shaw      | Gisele Mayordo         |                                     |
| Havok            | Jessica Cricks         |                                     |
| Jordynne Grace   | Patricia Parker        |                                     |
| Lady Frost       | Brittany Steding       |                                     |
| Madison Rayne    | Ashley Lomberger       | Knockouts Tag Team ChampionProducer |
| Maria Kanellis   | Maria Kanellis-Bennett |                                     |
| Masha Slamovich  | Ann Khozine            |                                     |
| Mia Yim          | Stephanie Lee          |                                     |
| Mickie James     | Mickie James           |                                     |
| Rosemary         | Holly Letkeman         |                                     |
| Savannah Evans   | Rachel Freeman         |                                     |
| Su Yung          | Vannarah Riggs         | Inactief; zwangerschapsverlof       |
| Tasha Steelz     | Latasha Harris         | Knockouts Champion                  |
| Taya Valkyrie    | Kira Magnin-Forster    | AAA Reina de Reinas Champion        |
| Tenille Dashwood | Tenille Dashwood       | Knockouts Tag Team Champion         |